# Авдий
 Тази статия е за библейския пророк.  За християнския мъченик вижте Авакум Солунски.  
Авдий (на иврит: עֹבַדְיָה) е еврейски пророк, предполагаем автор на Книгата на пророк Авдий, една от книгите на Библията.
Макар да няма преки сведения за това, традиционни възгледи отнасят живота му към времето на царете Ахав или Охозия. Въз основа на описаната в книгата му политическа обстановка се предполага, че тя е съставена три века по-късно, в средата на V век пр. Хр.
Пророк Авдий е почитан от евреи, християни и мюсюлмани. Православната църква го смята за светец и отбелязва паметта му на 19 ноември.